# The Indian Express
The Indian Express es un periódico diario indio en inglés. Es publicado en Mumbai por Indian Express Group. En 1999, ocho años después de la muerte del fundador del grupo, Ramnath Goenka, en 1991, el grupo se dividió entre los miembros de la familia. Las ediciones del sur tomaron el nombre de The New Indian Express, mientras que las ediciones del norte, con sede en Mumbai, conservaron el nombre original de Indian Express con «The» prefijado al título. Ganadora del Premio Literario Rabindranath Tagore 2020, Raj Kamal Jha que es la editora jefe de The Indian Express.
The Indian Express se publica en once ubicaciones: Delhi, Jaipur, Mumbai, Nagpur, Pune, Calcuta, Vadodara, Chandigarh, Lucknow, Ahmedabad y Tirupati.